# De Zalmhaven
De Zalmhaven, también conocido como Zalmhaven Toren, es un rascacielos residencial de 215 metros de altura y 59 plantas situado en Róterdam, Países Bajos. Es uno de los edificios residenciales más altos de Europa y el rascacielos más alto de los Países Bajos. La promoción también incluye otros dos edificios de 70 metros cada uno. Su construcción se inició en 2018 y fue completado en 2022.

## Historia
En septiembre de 2016, el ayuntamiento de Róterdam aprobó el plan. Después de quince años de preparación, la construcción comenzó el 25 de octubre de 2018. Con Zalmhaven I, Zalmhaven tiene una altura de 215 metros. El edificio en sí tiene 203 m y el mástil ocupa los últimos 12 m.
El edificio alcanzó su altura máxima en septiembre de 2021 y fue inaugurado en 2022. Se convirtió en el edificio más alto de Países Bajos, superando al Maastoren, de 165 metros de altura.

## Descripción
De Zalmhaven contiene 452 apartamentos y áticos, 33 casas adosadas, un aparcamiento, oficinas, espacios comerciales y un restaurante. Las casas adosadas tienen una azotea privada y todos los apartamentos y áticos tienen uno o más espacios al aire libre. El sótano alberga un estacionamiento de cinco pisos con 456 espacios. En el vestíbulo se realizará un jardín interior. Además, se construirá un jardín vertical en la azotea al que sólo podrán acceder los residentes de De Zalmhaven. Los apartamentos y áticos de De Zalmhaven II y III tienen su propia entrada en Gedempte Zalmhaven, pero los residentes también utilizan las instalaciones de De Zalmhaven I.